# Associazione Sportiva Andria BAT 2005-2006
Questa voce raccoglie le informazioni riguardanti l'Associazione Sportiva Andria BAT nelle competizioni ufficiali della stagione 2005-2006.

## Rosa
| N. |                   | Ruolo | Calciatore            |
| -- | ----------------- | ----- | --------------------- |
|    | Italia (bandiera) | P     | Rosario Cosimo        |
|    | Italia (bandiera) | P     | Nicola Dibitonto      |
|    | Italia (bandiera) | P     | Gianpaolo Luperto     |
|    | Italia (bandiera) | P     | Giuseppe Mancino      |
|    | Italia (bandiera) | D     | Marco Dell'Uomo       |
|    | Italia (bandiera) | D     | Sebastiano Falanca    |
|    | Italia (bandiera) | D     | Nicola Fumai          |
|    | Cile (bandiera)   | D     | Bruno Pesce           |
|    | Italia (bandiera) | D     | Mauro Rizzo           |
|    | Italia (bandiera) | D     | Mirco Ruggero         |
|    | Italia (bandiera) | D     | Carlo Sassarini       |
|    | Italia (bandiera) | D     | Cristian Succhiarelli |
|    | Italia (bandiera) | D     | Graziano Ursino       |
|    | Italia (bandiera) | C     | Luigi D'Aniello       |

| N. |                   | Ruolo | Calciatore         |
| -- | ----------------- | ----- | ------------------ |
|    | Italia (bandiera) | C     | Germano De Gennaro |
|    | Italia (bandiera) | C     | Elio Di Toro       |
|    | Italia (bandiera) | C     | Matteo Innocenti   |
|    | Italia (bandiera) | C     | Giuseppe Lentini   |
|    | Italia (bandiera) | C     | Giuseppe Librizzi  |
|    | Italia (bandiera) | C     | Andrea Musacco     |
|    | Italia (bandiera) | C     | Michele Pietrella  |
|    | Italia (bandiera) | C     | Massimo Pollidori  |
|    | Italia (bandiera) | C     | Donato Terrevoli   |
|    | Italia (bandiera) | A     | Roberto Aquaro     |
|    | Italia (bandiera) | A     | Antonio Chisena    |
|    | Italia (bandiera) | A     | Gianvito Plasmati  |
|    | Italia (bandiera) | A     | Domenico Suriano   |

## Statistiche

### Statistiche dei giocatori
| R. Aquaro       | 24 | 0  |
| A. Chisena      | 15 | 2  |
| R. Cosimo       | 3  | ?  |
| L. D'Aniello    | 25 | 8  |
| G. De Gennaro   | 19 | 0  |
| M. Dell'Uomo    | 0  | 0  |
| E. Di Toro      | 31 | 0  |
| N. Dibitonto    | 33 | ?  |
| S. Falanca      | 12 | 0  |
| N. Fumai        | 31 | 0  |
| M. Innocenti    | 7  | 0  |
| G. Lentini      | 12 | 0  |
| G. Librizzi     | 29 | 1  |
| G. Luperto      | 1  | ?  |
| G. Mancino      | 0  | ?  |
| A. Musacco      | 26 | 3  |
| B. Pesce        | 30 | 0  |
| M. Pietrella    | 10 | 0  |
| G. Plasmati     | 31 | 12 |
| M. Pollidori    | 0  | 0  |
| M. Rizzo        | 12 | 0  |
| M. Ruggero      | 12 | 0  |
| C. Sassarini    | 21 | 2  |
| C. Succhiarelli | 19 | 0  |
| D. Suriano      | 0  | 0  |
| D. Terrevoli    | 33 | 1  |
| G. Ursino       | 9  | 0  |

## Risultati

### Campionato

#### Girone di andata
| 28 agosto 2005 1ª giornata | Andria BAT | 1 – 0 | Potenza |  |

| 4 settembre 2005 2ª giornata | Modica | 0 – 0 | Andria BAT |  |

| 11 settembre 2005 3ª giornata | Andria BAT | 0 – 0 | Rieti |  |

| 18 settembre 2005 4ª giornata | Rende | 1 – 0 | Andria BAT |  |

| 25 settembre 2005 5ª giornata | Andria BAT | 1 – 2 | Real Marcianise |  |

| 2 ottobre 2005 6ª giornata | Taranto | 2 – 0 | Andria BAT |  |

| 9 ottobre 2005 7ª giornata | Andria BAT | 1 – 1 | Nocerina |  |

| 16 ottobre 2005 8ª giornata | Gallipoli | 3 – 0 | Andria BAT |  |

| 23 ottobre 2005 9ª giornata | Andria BAT | 0 – 2 | Giugliano |  |

| 30 ottobre 2005 10ª giornata | Andria BAT | 1 – 0 | Viterbo |  |

| 6 novembre 2005 11ª giornata | Pro Vasto | 0 – 1 | Andria BAT |  |

| 13 novembre 2005 12ª giornata | Andria BAT | 2 – 0 | Vittoria |  |

| 27 novembre 2005 13ª giornata | Melfi | 1 – 0 | Andria BAT |  |

| 4 dicembre 2005 14ª giornata | Andria BAT | 1 – 1 | Vigor Lamezia |  |

| 11 dicembre 2005 15ª giornata | Igea Virtus | 3 – 2 | Andria BAT |  |

| 18 dicembre 2005 16ª giornata | Andria BAT | 2 – 0 | Latina |  |

| 21 dicembre 2005 17ª giornata | Cisco Roma | 1 – 0 | Andria BAT |  |

#### Girone di ritorno
| 8 gennaio 2006 18ª giornata | Potenza | 2 – 2 | Andria BAT |  |

| 15 gennaio 2006 19ª giornata | Andria BAT | 0 – 0 | Modica |  |

| 22 gennaio 2006 20ª giornata | Rieti | 0 – 1 | Andria BAT |  |

| 29 gennaio 2006 21ª giornata | Andria BAT | 2 – 1 | Rende |  |

| 5 febbraio 2006 22ª giornata | Real Marcianise | 1 – 1 | Andria BAT |  |

| 12 febbraio 2006 23ª giornata | Andria BAT | 0 – 1 | Taranto |  |

| 19 febbraio 2006 24ª giornata | Nocerina | 1 – 0 | Andria BAT |  |

| 26 febbraio 2006 25ª giornata | Andria BAT | 3 – 3 | Gallipoli |  |

| 12 marzo 2006 26ª giornata | Giugliano | 0 – 1 | Andria BAT |  |

| 19 marzo 2006 27ª giornata | Viterbese | 1 – 0 | Andria BAT |  |

| 26 marzo 2006 28ª giornata | Andria BAT | 1 – 0 | Pro Vasto |  |

| 2 aprile 2006 29ª giornata | Vittoria | 0 – 0 | Andria BAT |  |

| 9 aprile 2006 30ª giornata | Andria BAT | 2 – 1 | Melfi |  |

| 15 aprile 2006 31ª giornata | Vigor Lamezia | 1 – 1 | Andria BAT |  |

| 23 aprile 2006 32ª giornata | Andria BAT | 4 – 3 | Igea Virtus |  |

| 30 aprile 2006 33ª giornata | Latina | 2 – 1 | Andria BAT |  |

| 7 maggio 2006 34ª giornata | Andria BAT | 0 – 1 | Cisco Roma |  |